# گلستان (شهرستان سوزک)
گلستان (به لاتین: Gülstan) یک منطقهٔ مسکونی در قرقیزستان است که در شهرستان سوزک واقع شده‌است. گلستان ۶٬۱۴۵ نفر جمعیت دارد.